# Billy Ohlsson
Billy Roger Ohlsson, född 13 januari 1954 i Högalids församling i Stockholm, är en svensk före detta fotbollsspelare och brandman och har även jobbat som expertkommentator för TV4. Han är yngre bror till Kenta Ohlsson.
Billy Ohlsson föddes i Bagarmossen och spelade från nio års ålder för Hammarby IF, där han tog en plats i A-truppen som 18-åring. Han representerade Hammarby i totalt 12 säsonger, under två perioder 1972-78 och 1980-86, och blev allsvensk skyttekung 1980 och 1984. Han var en av de tongivande spelarna i det lag som gick till SM-final 1982. Med sina 128 Hammarby-mål varav 94 stycken i allsvenska matcher, är han Bajens främsta målskytt i serien.  
År 2004 röstades Billy Ohlsson fram till den nionde största "Bajenprofilen genom tiderna, i en omröstning på Hammarby Fotbolls hemsida. 
Åren 1979-80 var han proffs i tyska Arminia Bielefeld. Billy Ohlsson hade även en femårig sejour som spelande tränare i Syrianska FC. 
År 2016 utkom boken "Bröderna Ohlsson: sex decennier i Bajens tjänst", av författaren Tore S. Börjesson, om Kenta och Billy Ohlsson.